# Gary C. Jacobson

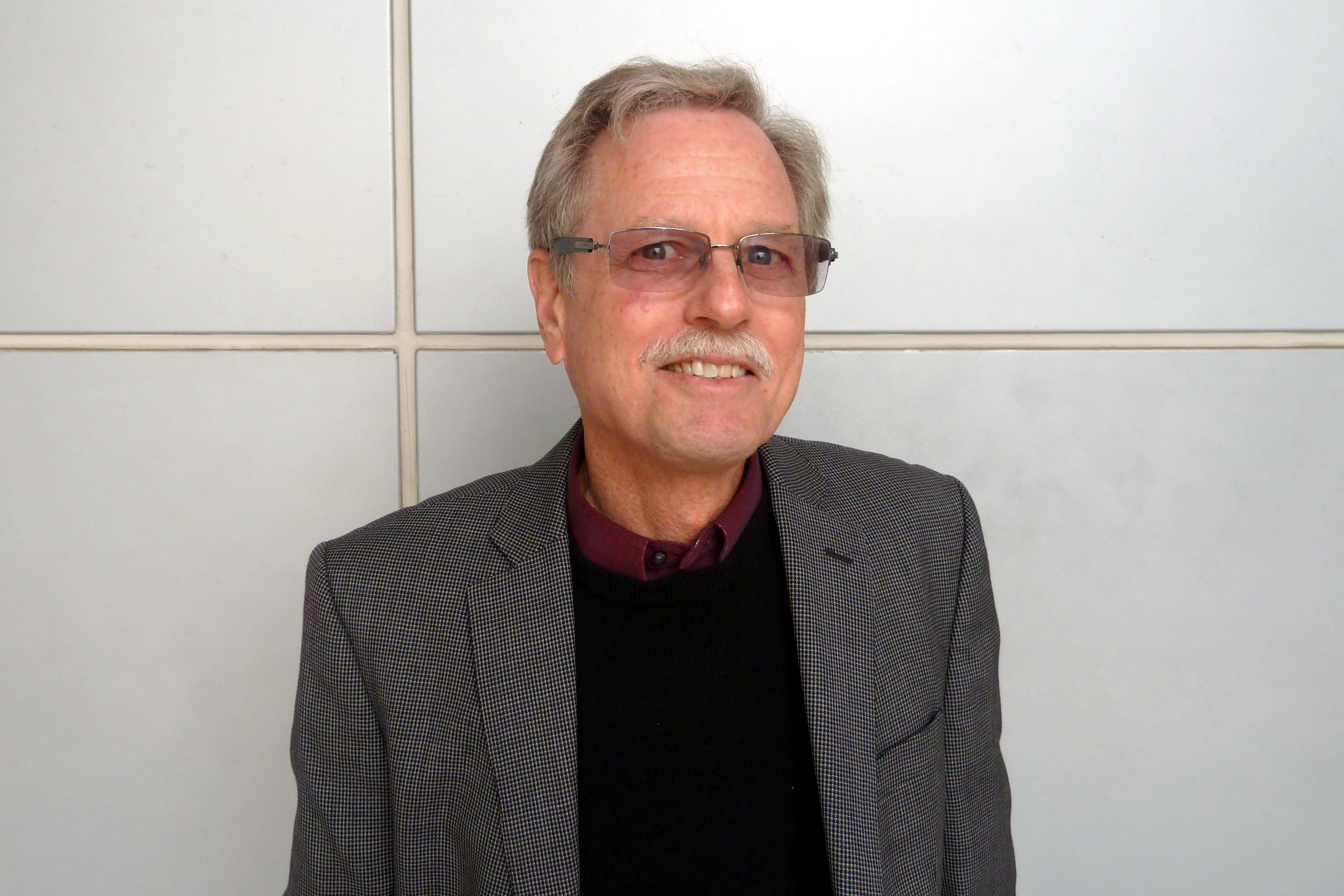
Gary C. Jacobson (2014)

Gary Charles Jacobson (* 7. Juli 1944 in Santa Ana) ist ein US-amerikanischer Politikwissenschaftler und Hochschullehrer.

## Leben und Wirken
Gary C. Jacobson studierte Politikwissenschaft zunächst an der Stanford University und legte dort 1966 sein Bachelorexamen ab. Anschließend wechselte er an die Yale University, wo er 1969 die Magisterprüfung absolvierte und 1972 zum Ph.D. promovierte. Nach kurzer Lehrtätigkeit an der University of California, Riverside (1968) unterrichtete er von 1970 bis 1979 Politikwissenschaft am Trinity College (Connecticut) und kurze Zeit (1973) an der Yale University. Von 1979 bis 2016 hatte Jacobson eine Professur an der University of California, San Diego inne, außerdem für kurze Zeit (1986/87) an der Stanford University. 2016 trat er in den Ruhestand. In seinen zahlreichen Veröffentlichungen beschäftigt sich vor allem mit den Parteien, der Wahlkampffinanzierung sowie den Kongress- bzw. Präsidentschaftswahlen in den USA.
Im Jahre 1991 wurde er Mitglied der American Academy of Arts and Sciences.

## Veröffentlichungen (Auswahl)
- The impact of broadcast campaigning on electoral outcomes. In: The journal of politics. Bd. 37 (1975), S. 769–793.

- Practical consequences of campaign finance reform. An incumbent protection act? In: Public policy. Bd. 24 (1976), S. 1–32.

- mit William J. Crotty: American parties in decline. Little, Brown and Co., Boston 1980, ISBN 0-316-16222-1.
- Money in congressional elections. Yale University Press, New Haven 1980, ISBN 0-300-02442-8.
- mit Samuel Kernell: Strategy and choice in congressional elections. Yale University Press, New Haven 1981.
- Congressional campaign finance and the revival of the Republican Party. In: Dennis Hale (Hrsg.): The United States Congress. Transactions Books, New Brunswick 1983, ISBN 0-87855-939-6, S. 313–330.
- The Republican Advantage in Campaign Finance. In: John E. Chubb (Hrsg.): The new direction in American politics. Brookings Institution, Washington, D.C. 1985, ISBN 0-8157-1406-8, S. 143–174.
- The electoral origins of divided government. Competition in U.S. house elections, 1946–1988. Westview Press, Boulder, Colo. 1990, ISBN 0-8133-0906-9.
- The politics of congressional elections. HarperCollins Pub., New York 1992, ISBN 0-06-500075-7.
- A divider, not uniter. George W. Bush and the American people. 2. Auflage. Longman, Boston 2011, ISBN 978-0-205-77603-0.
- How the economy and partisanship shaped the 2012 presidential and congressional elections. In: Political science quarterly. Bd. 128 (2013), S. 1–38.
- Obama and nationalized electoral politics in the 2014 midterm. In: Political science quarterly. Bd. 130 (2015), S. 1–25.
- Donald Trump, the Public, and Congress. The First 7 Months. In: The Forum. Bd. 15 (2017), S. 525–545.
- The triumph of of polarized partisanship in 2016. Donald Trump's improbable victory. In: Political science quarterly. Bd. 132 (2017), S. 9–41.
- Extreme referendum. Donald Trump and the 2018 midterm elections. In: Political science quarterly. Bd. 134 (2019), S. 9–38.
- Presidents and parties in the public mind. The University of Chicago Press, Chicago 2019, ISBN 978-0-226-58934-3.
- (Mitautor): The logic of American politics. Sage, Thousand Oaks 2019, ISBN 978-1-5443-2299-5.
- The presidential and congressional elections of 2020. A national referendum on the Trump presidency. In: Political science quarterly. Bd. 136 (2021), S. 11–45.
- The dimensions, origins, and consequences in belief in Donald Trump's big lie. In: Political science quarterly. Bd. 138 (2023), S. 133–166.
- The dimensions and implications of the public's reactions to the January 6, 2021, invasion to the US Capitol. Cambridge University Press, Cambridge 2024, ISBN 978-1-00-949537-0.